# Acatlán (Veracruz)
Acatlán è una municipalità dello stato di Veracruz, nel Messico centrale, il cui capoluogo è la località omonima.
Conta 3.147 abitanti (2015) e ha una estensione di 18,14 km². 	 	
Il significato del nome della località in lingua nahuatl è luogo dove abbondano le canne.